# Andrea Gail
El Andrea Gail fue un barco pesquero (de albacora) que desapareció en un ciclón tropical (en principio era una tormenta), pero que durante la temporada de huracanes en el Atlántico de 1991 se convirtió en la tempestad de Halloween de 1991 el 28 de octubre de 1991, cerca de la isla Sable (océano Atlántico), en la frontera de Estados Unidos y Canadá. Originalmente llamado Miss Penny, fue construido en Ciudad de Panamá (Florida) en 1978. Su puerto base era Gloucester, Massachusetts. Los barcos Hannah Boden y Lady Grace eran los hermanos del Andrea Gail, tenían la misma estructura y eran muy similares.

## Características
El Andrea Gail tenía una eslora de 22 metros, 6,1 metros de manga y 3 metros de calado. Su velocidad máxima era de 12 nudos y tenía un motor diésel de 8 cilindros con 370 HP. Tenía seis tripulantes cuando desapareció. En la proa, que era la parte más alta de la nave, se alojaba la tripulación, y sobre los camarotes estaba la sala de mando. En la popa estaban tendidas las redes.

## Suceso
La nave debería haber vuelto a Gloucester el día 26 de octubre de 1991, pero la tripulación aplazó la fecha al día 30 por un fallo en el congelador, que hizo que se perdiera parte de la carga.  Durante la tormenta, el capitán informó por radio al barco pesquero Hannah Boden (de la misma compañía y muy parecido al Andrea Gail) de que estaban siendo golpeados por olas de diez metros y vientos de 150 km/h y comunicó su posición por última vez, unos 300 kilómetros al noroeste de la isla Sable. La última comunicación por radio que dio fue «ella va a venir muchachos, y va a venir muy fuerte» (se refería a la tormenta, posiblemente a la ola de treinta metros).

## Búsqueda
Los guardacostas de Estados Unidos y Canadá empezaron la extensa búsqueda el día 30, pero lo único que encontraron fueron restos de la nave, la radio baliza (que no estaba bien sujeta a la nave, por lo que se había alejado de esta) y una balsa inflable sin nadie a bordo.

## Libro y película
La historia del pesquero y lo que sucedió es representada con dramatismo en el libro La tormenta perfecta (1997) y en la película del mismo nombre (2000).